# Saint-Étienne-du-Vauvray
Saint-Étienne-du-Vauvray es una localidad y comuna francesa situada en la región de Alta Normandía, departamento de Eure, en el distrito de Les Andelys y cantón de Louviers-Nord.

## Demografía
| 505 | 459 | 415 | 482 | 487 | 463 | 497 | 513 | 502 | 512 | 542 | 540 | 535 | 511 | 567 | 565 | 541 | 566 | 560 | 570 | 534 | 524 | 540 | 534 | 542 | 559 | 578 | 628 | 639 | 618 | 680 | 688 |
| Para los censos de 1962 a 1999 la población legal corresponde a la población sin duplicidades (Fuente: INSEE [Consultar]) |     |     |     |     |     |     |     |     |     |     |     |     |     |     |     |     |     |     |     |     |     |     |     |     |     |     |     |     |     |     |     |

Gráfico de evolución demográfica de la comuna desde 1793 hasta 1999
Hasta 1975, una parte de Val-de-Reuil formaba parte de Saint-Étienne-du-Vauvray.